# النقوب (ذمار)
النقوب هي إحدى قرى الجمهورية اليمنية. تتبع جغرافيا لمحافظة ذمار وإداريًا لمديرية المنار. يبلغ تعداد سكانها 1532 نسمة حسب الإحصاء الذي أجري عام 2004.